# Time Stand Still (låt)
Time Stand Still är en låt av Rush. Låten släpptes som singel och återfinns på albumet Hold Your Fire, släppt den 8 september 1987.
"Time Stand Still" spelades live 382 gånger. De spelade låten fram till 2011.